# Émile Hugoulin
Émile Ernest Joseph Hugoulin né à Aix-en-Provence le 8 avril 1848 et mort à Clamart le 2 mars 1923 est un sculpteur français.

## Biographie
Élève d'Auguste Dumont, Émile Hugoulin expose au Salon des artistes français à partir de 1876 avec Oreste réfugié près de l'autel de Pallas. Comme Lange Guglielmo, il recevra en 1883 la commande de deux bustes, ceux de Villemain et de Cousin, pour décorer la façade du lycée Janson-de-Sailly à Paris.

## Œuvres
- Aix-en-Provence, musée Granet : Oreste réfugié près de l'autel de Pallas, 1876, groupe en plâtre, dont le marbre qui lui vaudra la médaille d'or au Salon de 1879, acheté par l'État, anciennement conservé à Nice[2],[3].
- Paris, hôtel de ville : Jean-Rodolphe Perronet, statue de la façade côté rue de Rivoli.
- Poitiers, musée Sainte-Croix : Surprise, plâtre, vraisemblablement détruit vers 1950 après avoir peut-être fait l'objet d'une reproduction en fonte[4].
- Toulon, musée d'Art, façade : Jean-Honoré Fragonard, Jean Nicolas Laugier, Simon Julien, Christophe Veyrier, Bernard Turreau et Joseph Louis Hubac, six médaillons en céramique émaillés par Jules Paul Loebnitz.

Œuvres d'Émile Hugoulin
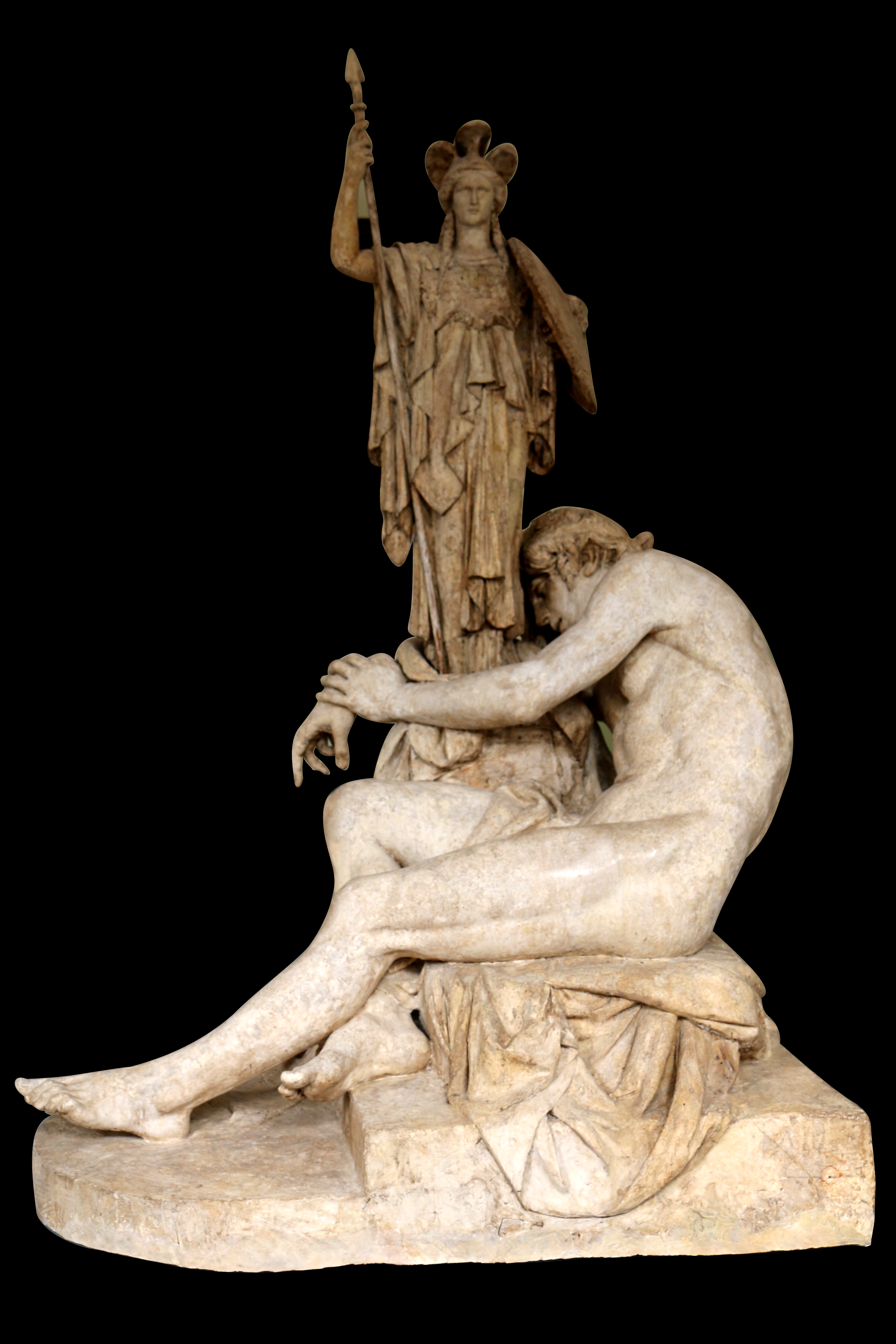
Oreste réfugié près de l'autel de Pallas (1876), plâtre, Aix-en-Provence, musée Granet.
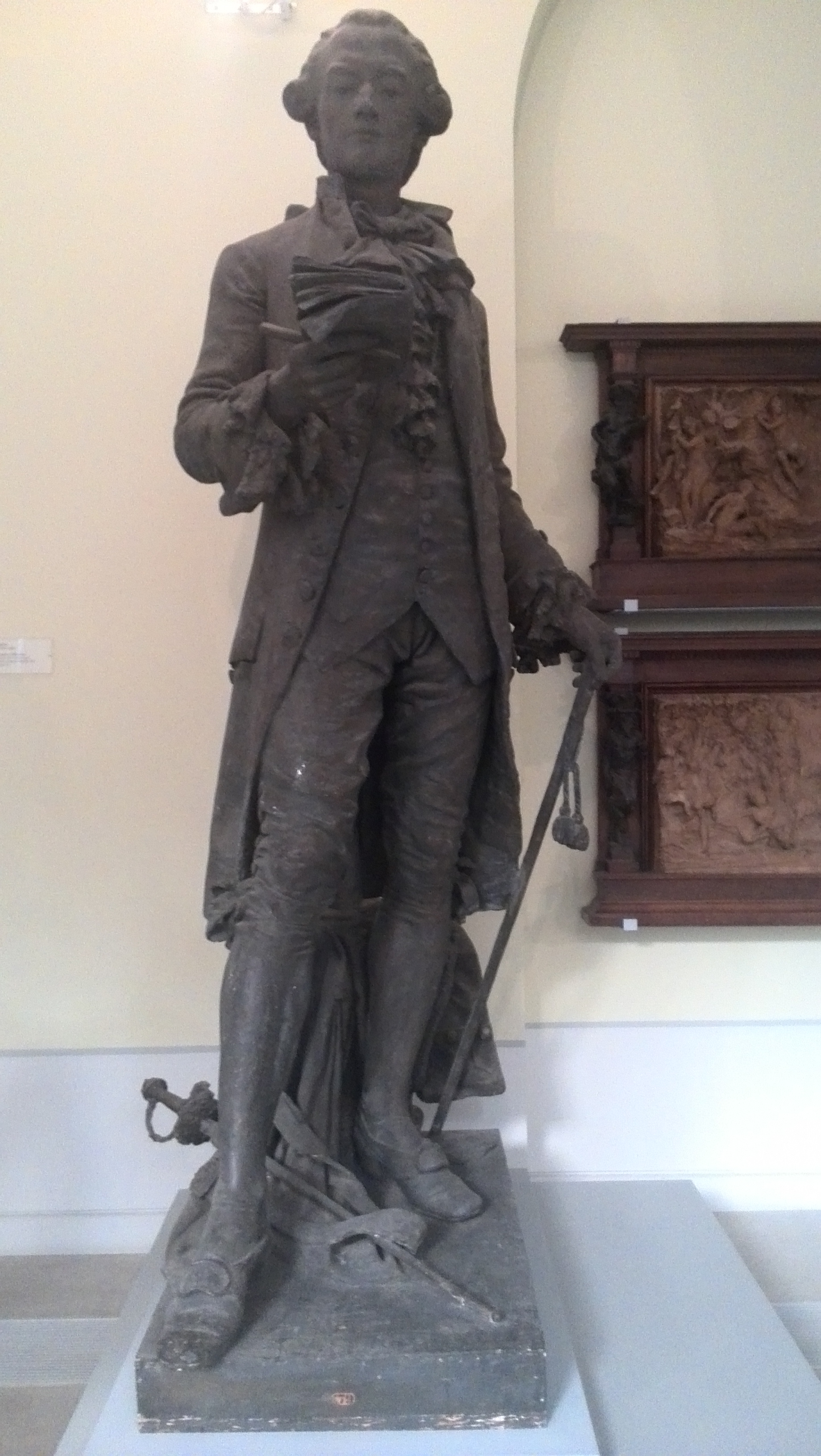
Luc de Clapiers, Marquis de Vauvenargues (1894), plâtre anciennement bronzé, Aix-en-Provence, musée Granet.
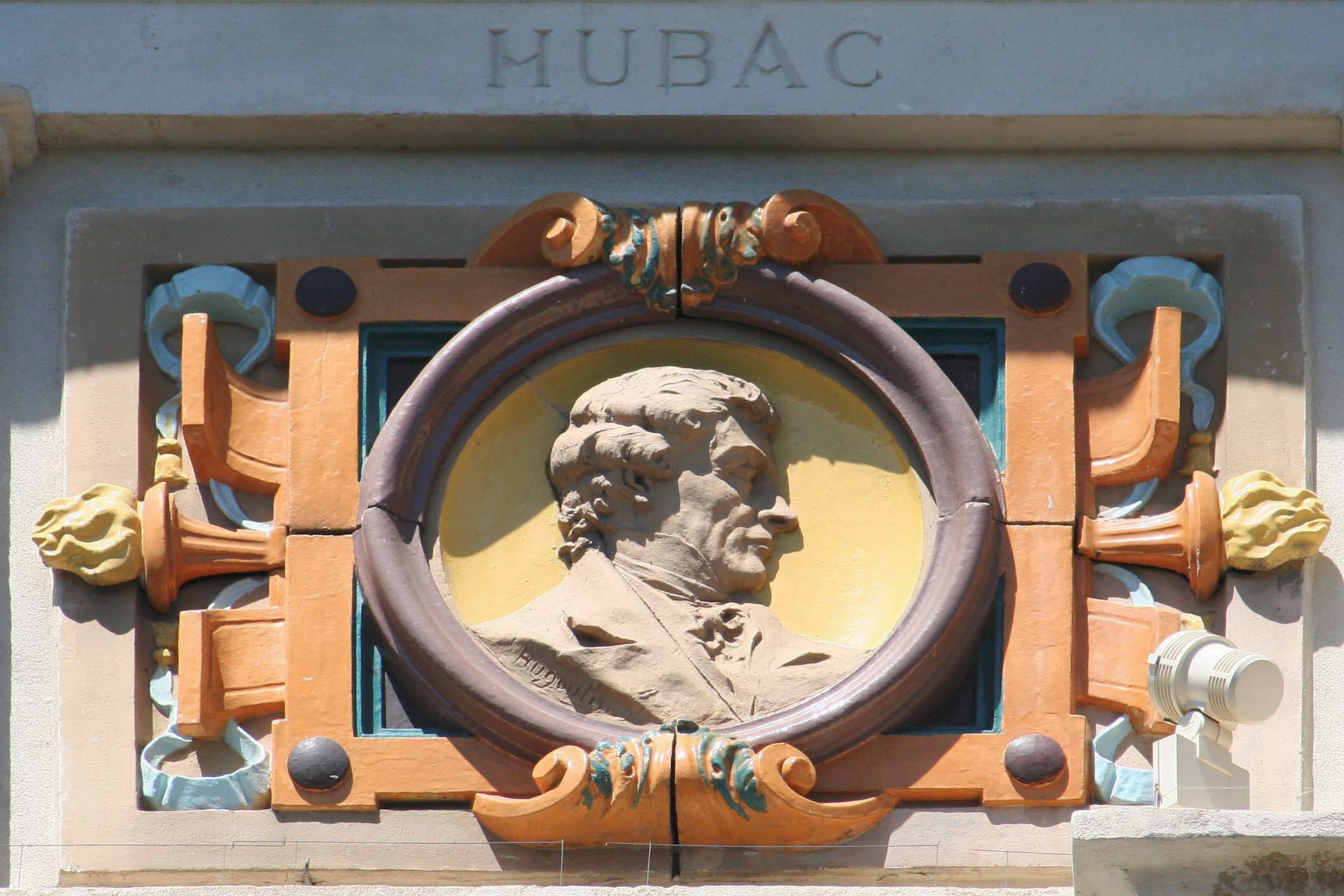
Joseph Louis Hubac, musée d'Art de Toulon.
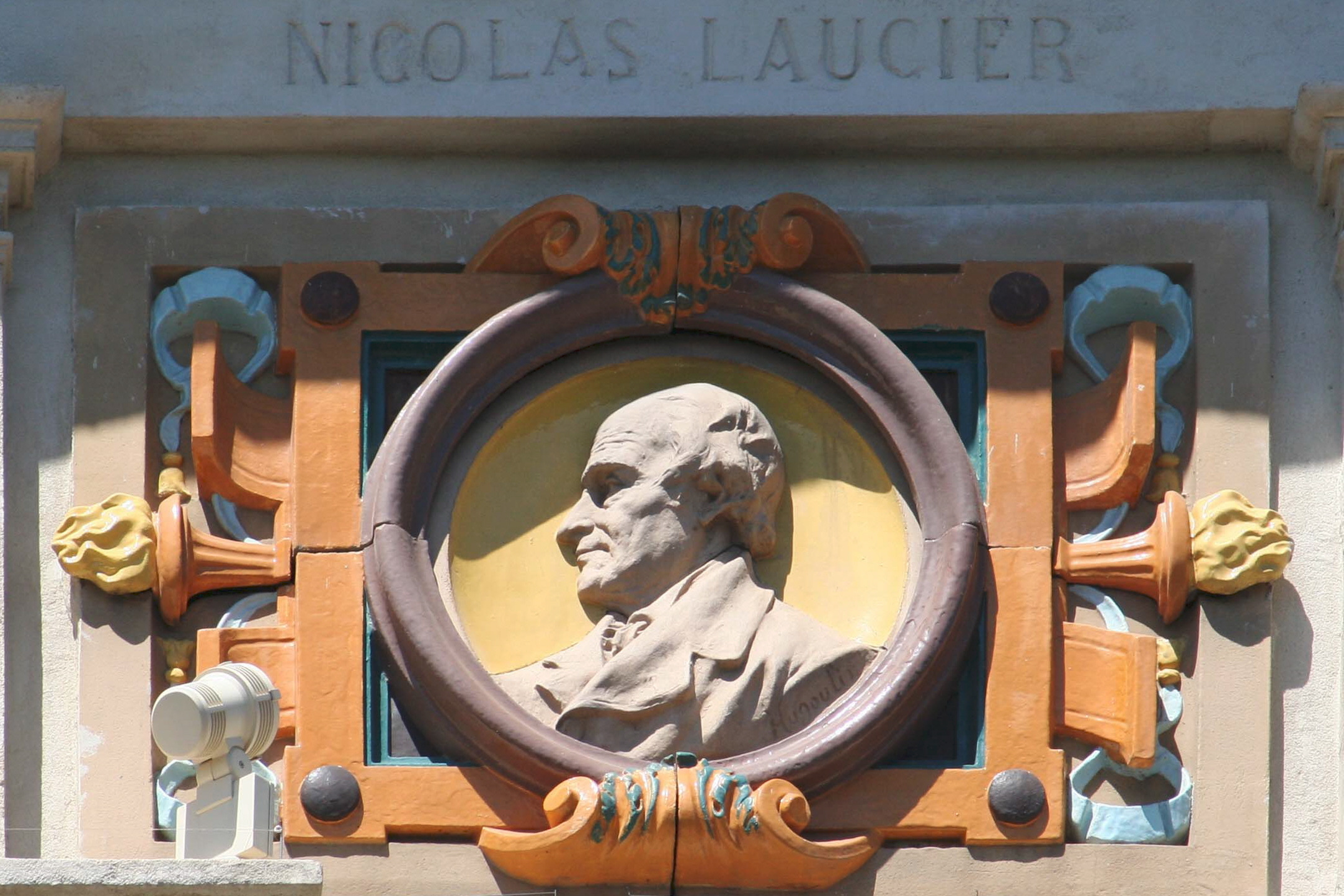
Jean Nicolas Laugier, musée d'Art de Toulon.